# Ấn Đệ An
Chòm sao Ấn Đệ An 印弟安, (tiếng La Tinh: Indus) là một trong 88 chòm sao hiện đại, mang hình ảnh người Da đỏ.
Chòm sao này có diện tích 294 độ vuông, nằm trên thiên cầu nam, chiếm vị trí thứ 49 trong danh sách các chòm sao theo diện tích.
Chòm sao Ấn Đệ An nằm kề các chòm sao Bạch Dương, Hiển Vi Kính, Nhân Mã, Viễn Vọng Kính, Khổng Tước, Nam Cực, Đỗ Quyên, Thiên Hạc.

## Thiên thể
Các thiên thể đáng quan tâm
- Sao ε Ind, một trong các sao gần Hệ Mặt Trời nhất
- Sao đôi δ Ind